# Kalotaszegi utcaajtók

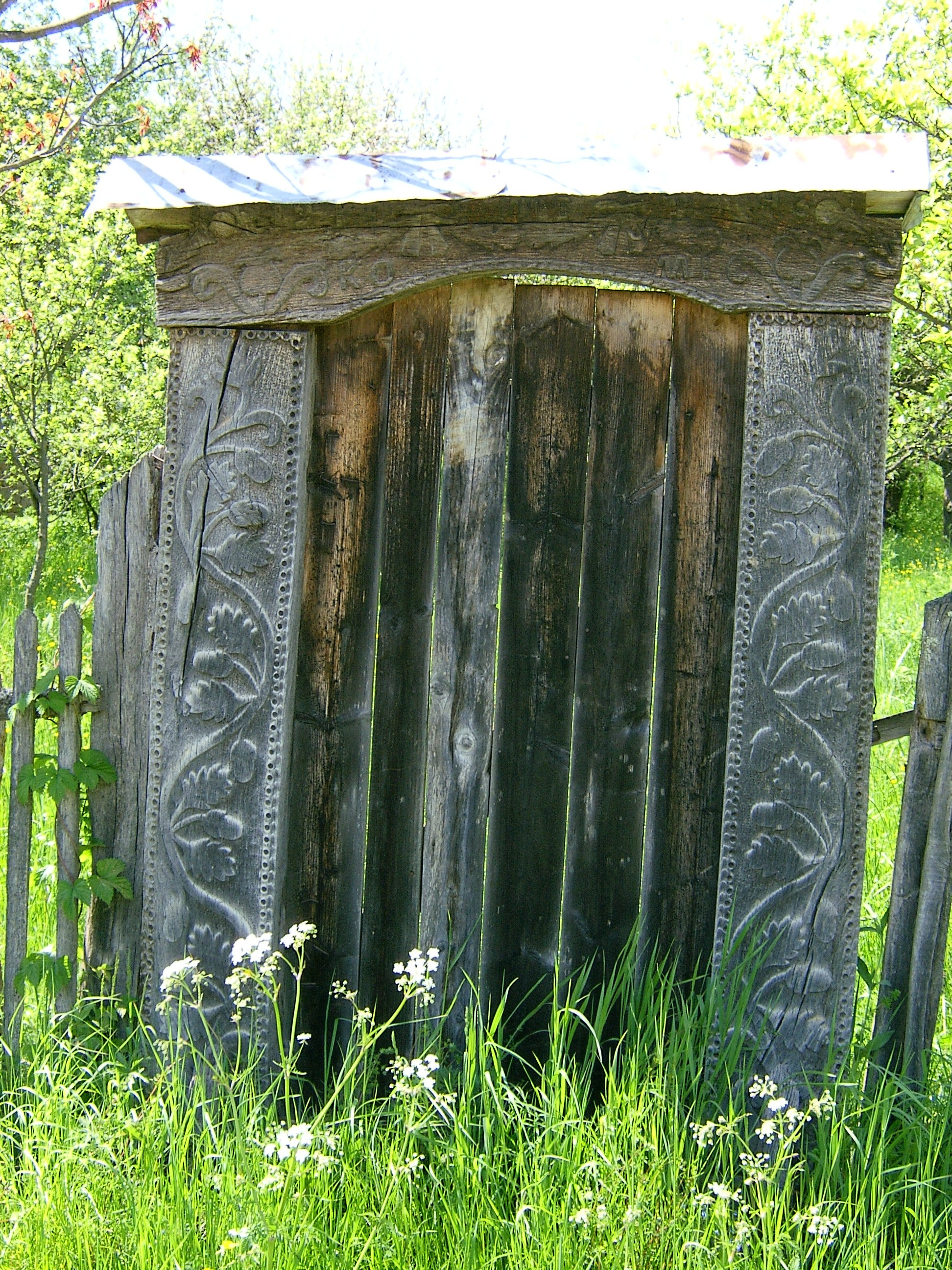

Kalotaszegi utcaajtók

## Ajtók, kapuk leírása
Egykor Kalotaszegen is fából készítették a nagy- és kiskapukat, az utcaajtókat. Néhány helyen szerencsére mind a mai napig megmaradtak a szekerek részére épített leveleskapuk és az emberek számára állított utcaajtók. A födeleskapu a két előbbi rendeltetését egyesítette magában. Az utcaajtókra és a sokkal kisebb számú födeleskapukat a kalotaszegi faragó mesterek gazdag díszítésekkel látták el.
A kalotaszegi utcaajtók mind teljes egészükben, mind pedig részleteiknek egymáshoz való méretbeli viszonyában arányos építmények voltak. Aránylottak közvetlen környezetükhöz is: a leveles- és a födeleskapuhoz, a kerítéshez és a házhoz. Kerek és tűzfalas födelükkel mintegy kicsinyített másai voltak a kalotaszegi süveges és nyeregtetős házaknak, harmóniát teremtve jelenlétükkel a faluképben.
Az utcaajtóknak az utcára és az udvarra egyenlő (40–50, sőt 70 cm) méretben, erősen kiugró csepegője (eresze) is éppúgy védelmet adott az eső és a nap heve ellen, mint a háznak az eresze. Hogy pedig az utca életét hosszasabban is lehessen figyelni, a szomszédokkal, jó komákkal kényelmesebben lehessen eszmecserét folytatni, igen gyakran pad is került az utcaajtó mellé, sok esetben vele közös födél alá. 
A padot rejtő fülke volt a paderesz. A legtöbb padereszes utcaajtó Kis- és Magyarkapuson, Magyarlónán, Gyalun és Szászfenesen volt, de kisebb-nagyobb számban majd minden kalotaszegi faluban fellelhető volt.
Érdekes megemlíteni, az udvar felőli utcaajtópadláson vagy a tűzfalas födél tűzfalán lévő lyukakat (15–20 cm átmérőjű, fűrészelt, kör alakú nyílások), amelyeknek a rendeltetéséről a sárvásáriak azt mondták, hogy régen a sárvásári legények oda rejtették el a vásárfiát és üzeneteiket a szeretőik részére. De oda rejtették el a gyermekek a karácsonyra gyűjtött diót, és a tyúkok alól összelopkodott tojásokat, hogy húsvétkor pirosra fessék. A gazda pedig szerszámokat lökött fel a lyukon át az utcaajtó padlására. Így vette ki részét az utcaajtó nemcsak a mindennapok eseményeiből, de a népszokásokból is, s így kapott mélyebb jelentőséget a kalotaszegi életben.
Sok érdekességet elárulnak a kalotaszegi kapuk feliratai is. Büszkén hirdették, hogy „Készítete NN a maga kölcségén”, de alázattal is, hogy „Építetet Isten segedelméből”. A „készítete” vagy „építete” a népi helyesírás takarékosságával egyaránt jelenti a készíttetőt és a készítőt is, így tehát nem lehet határozottan kiolvasni belőlük, hogy kik is voltak mestereik.
Egy nyárszói utcaajtó krónikás ízű tájékoztatója, amelyből a szorgalmas ember megelégedése csendül ki, így hangzik: „Ezen telken levő Összes épület épült Miklós György mográdi tulajdonából maga és utódai javokra 1896 ba kezdve 1906-ig a munka jutalma”. Több zsoboki feliratban jogos önérzet hirdette egykoron, hogy „Készítete Gál potyó István 20 éves ifju legény 1910 ben”. – Tudja meg a világ, hogy ha fiatal is a mester, de a hímes utcaajtóépítéshez megvan a tudománya s mire viheti majd még? 
911-ből való kispetri kőutcaajtófél felirata Így fogad: „Isten hozott szerencsésen”, a párja pedig így bocsát tova: „Áldás kísérjen utadon, boldogság!”
Az 1816-ban készült deszkafedelű, faszöges, léces ajtajú, táblás, rózsás díszítésű körösfői utcaajtón nemcsak Antal György és Antal János mesterek hirdetik magukat, hanem a gazda is megszólítja kiválasztottját: „Mikor rózsám ere misz ide hozzám betekíts ”. – Szerelmes utcaajtó!

## Képgaléria

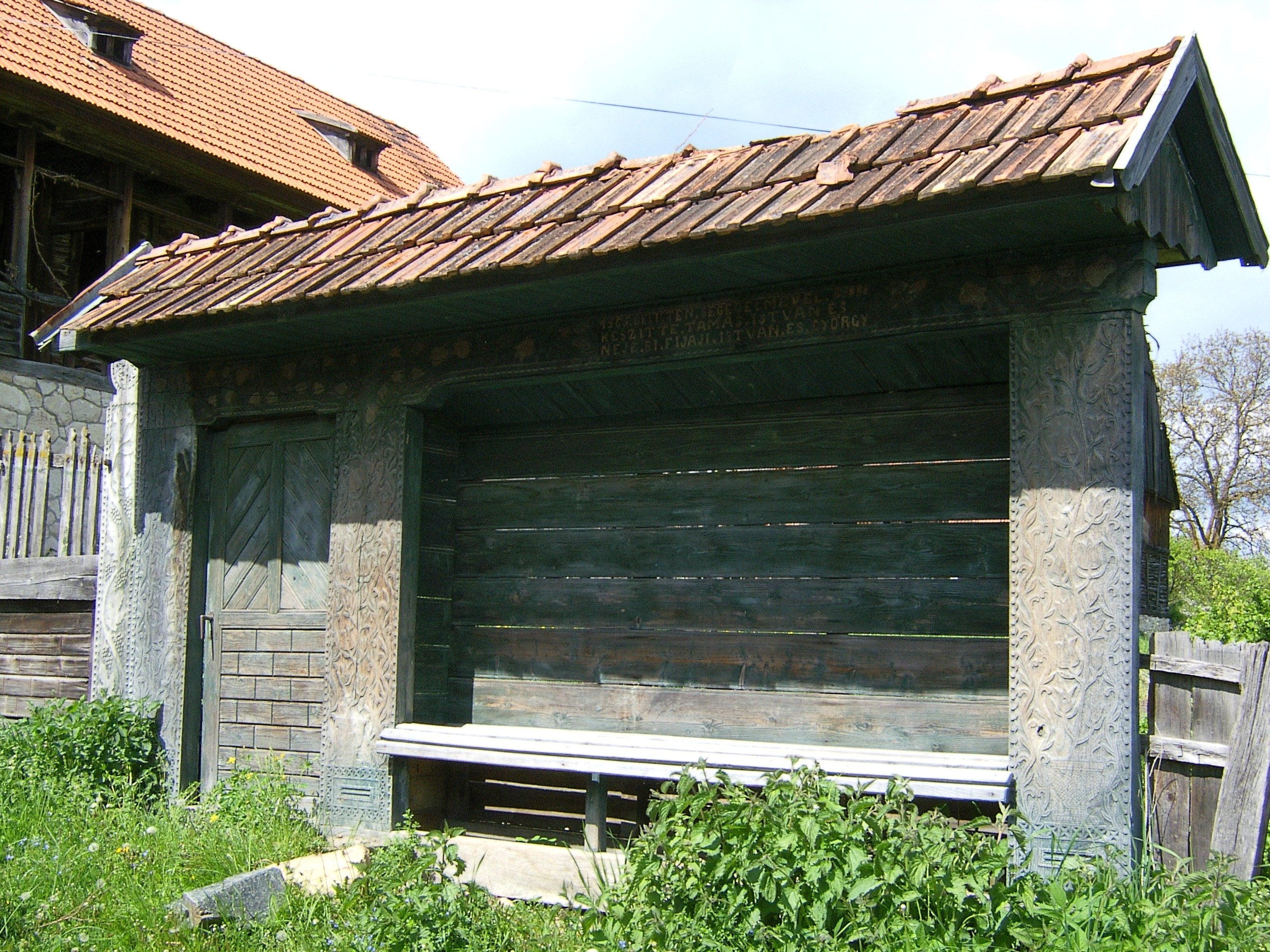
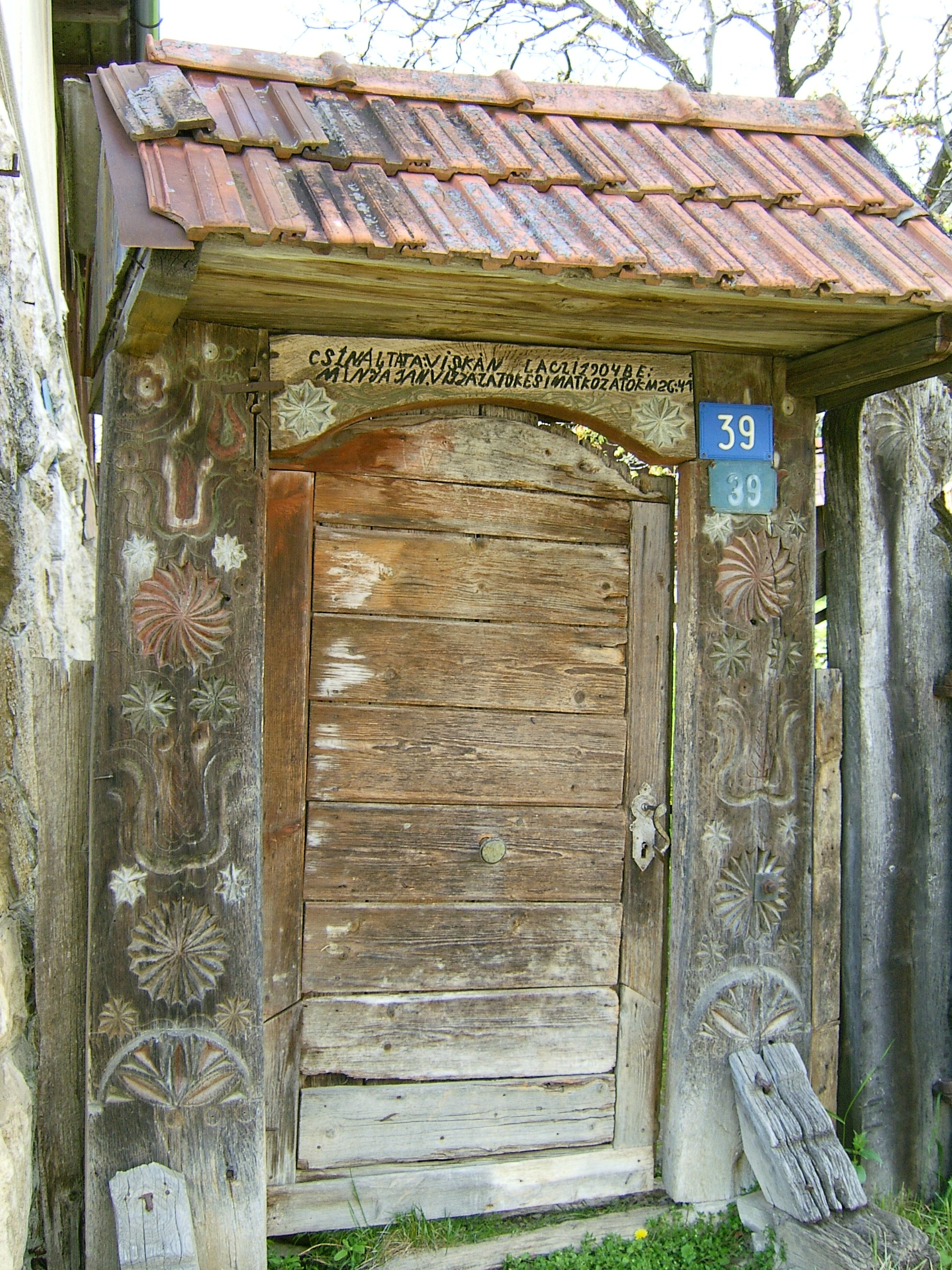
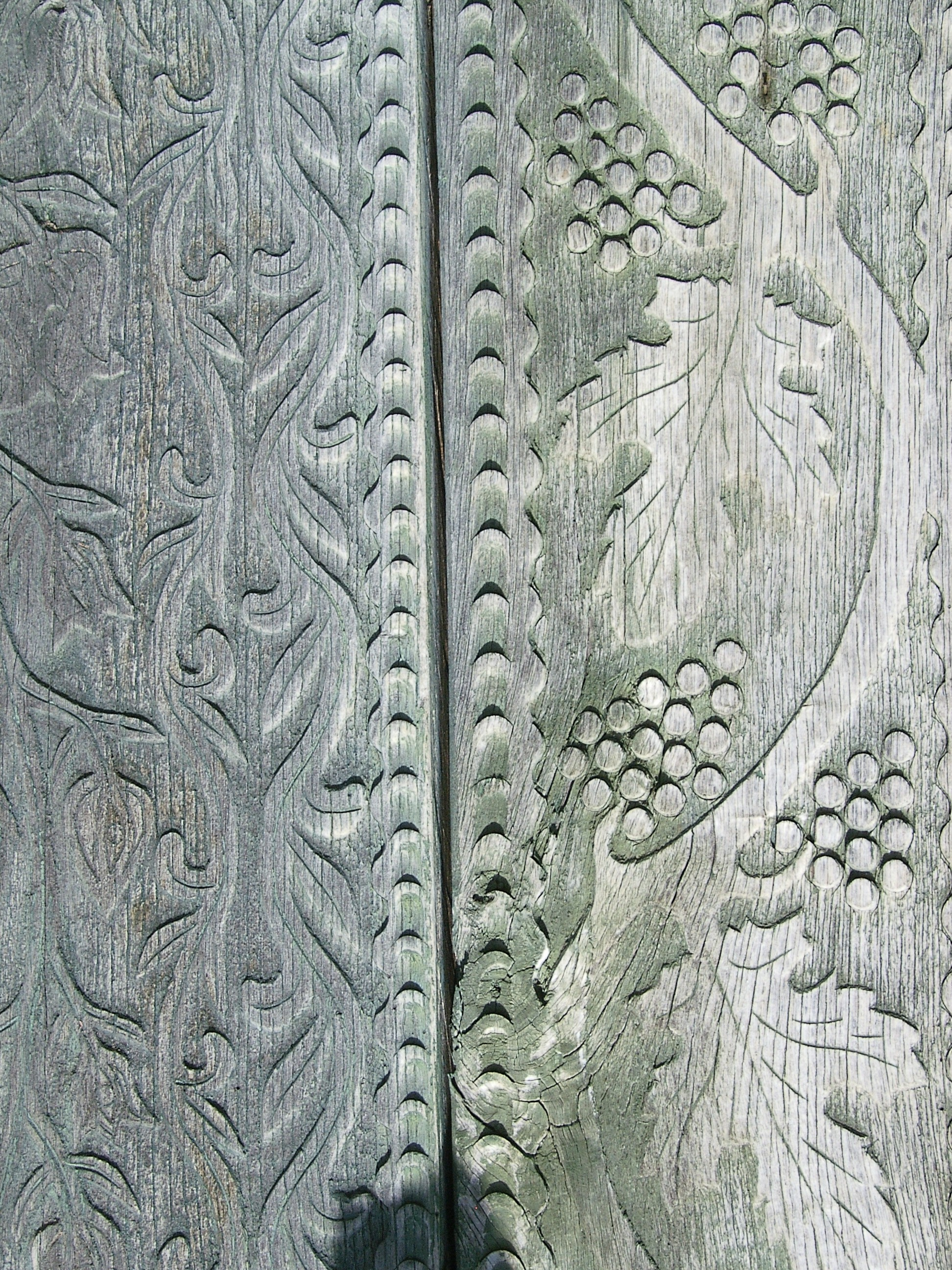
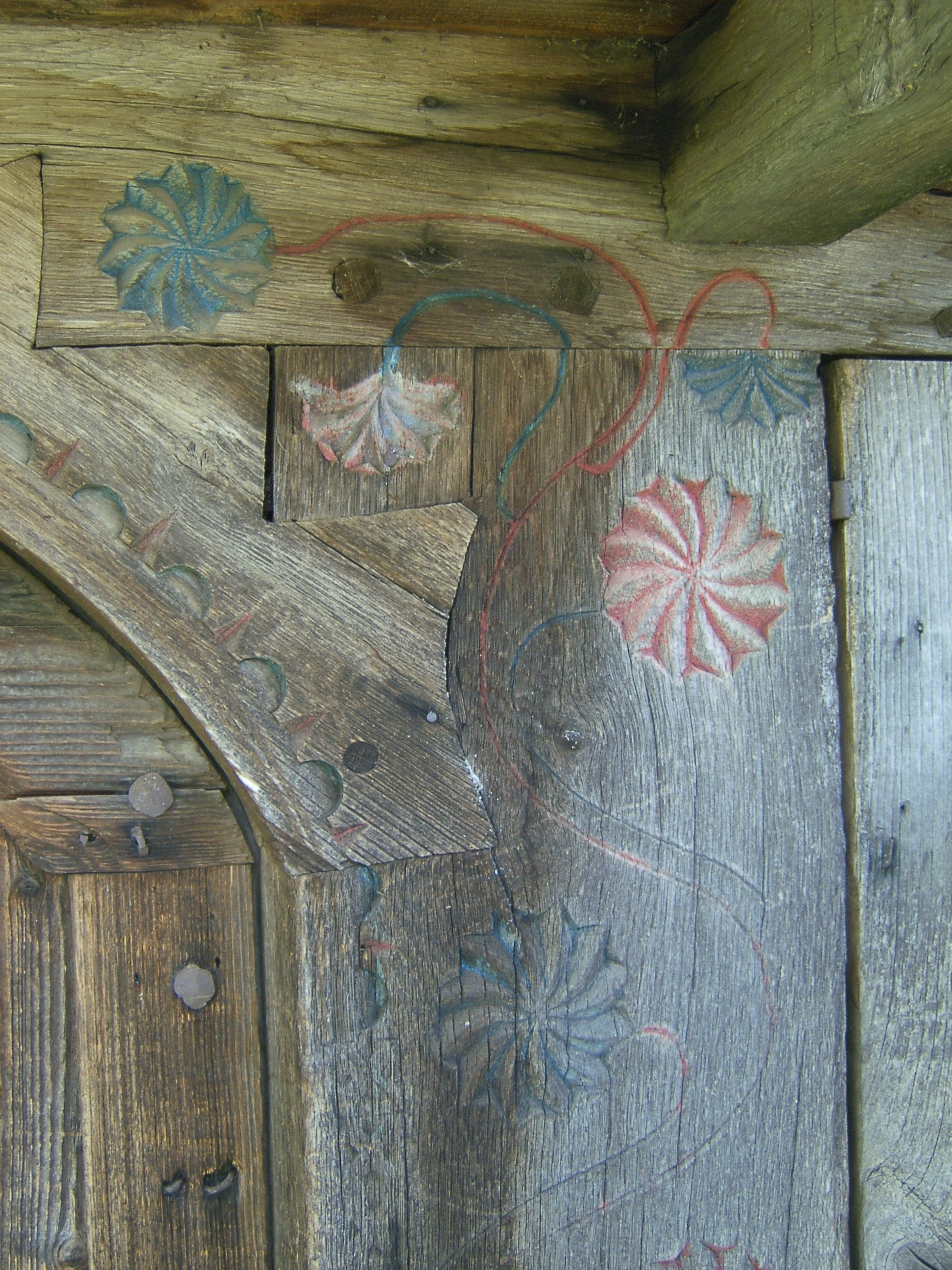
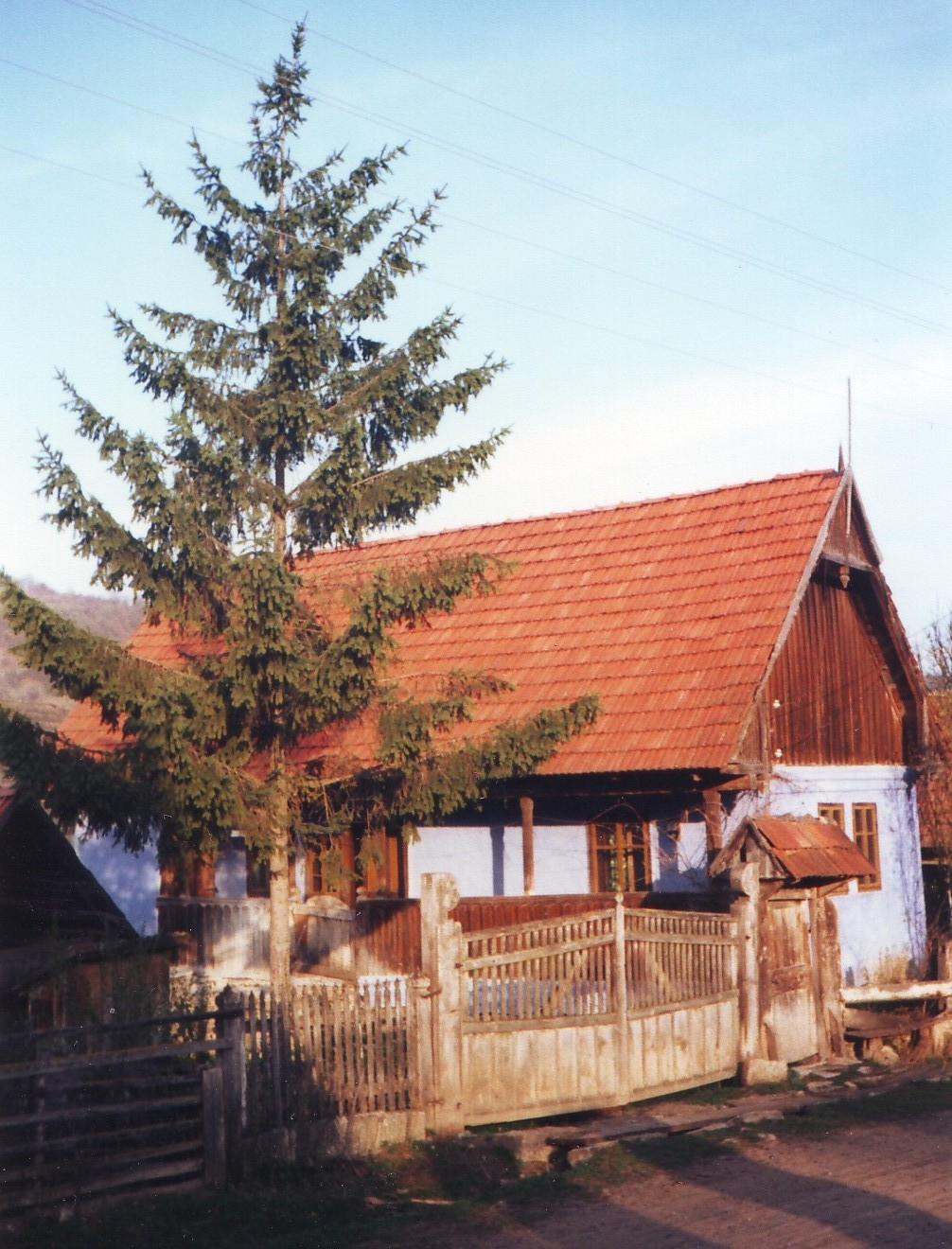
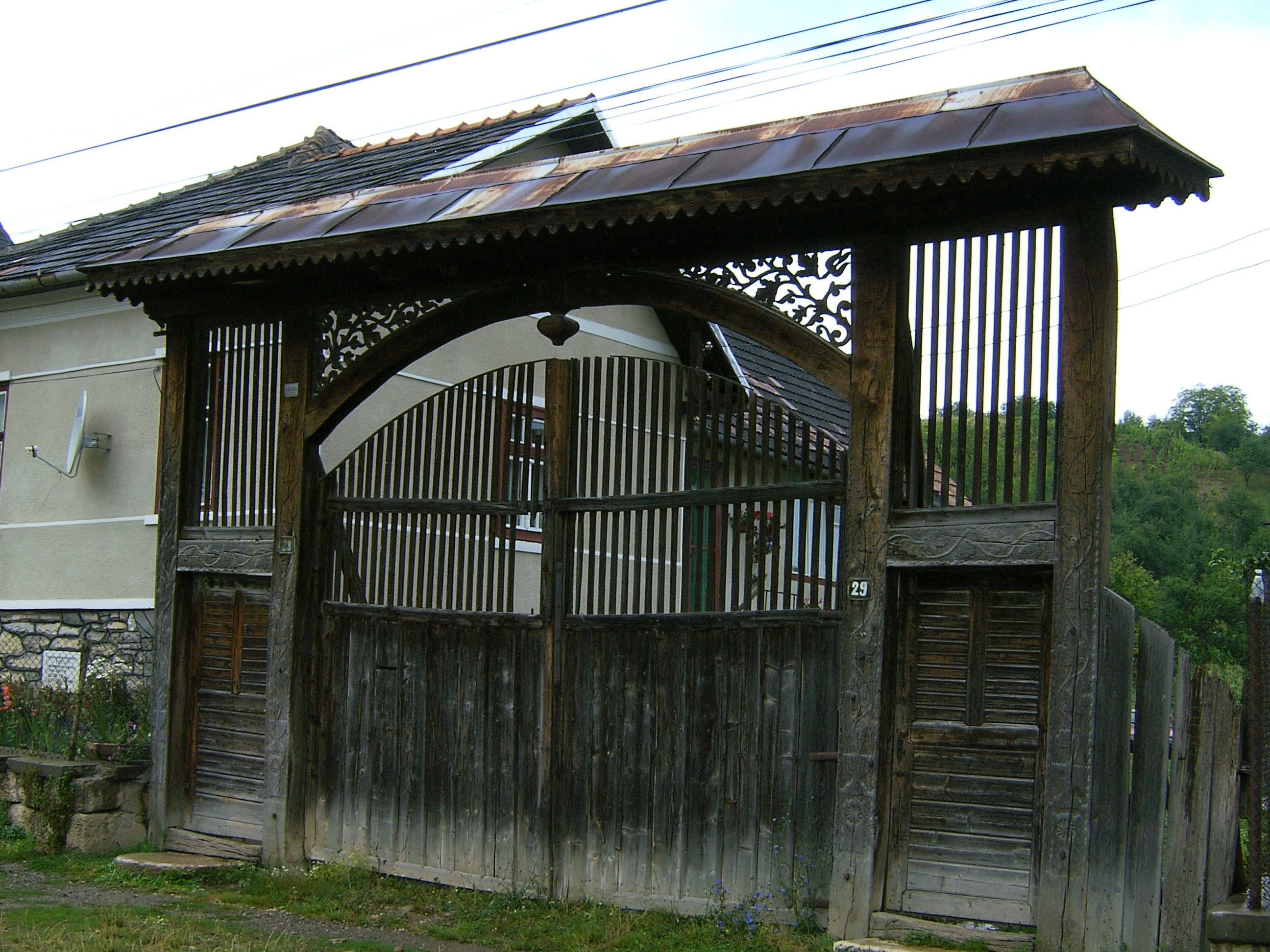